# Bellator MMA
Bellator MMA (antiguamente conocida como Bellator Fighting Championships) fue una organización de artes marciales mixtas con sede en EE. UU. con sede en Newport Beach, California, la compañía fue fundada en 2008 por Bjorn Rebne, y el conglomerado Viacom tomó control en 2011. Los eventos de Bellator se estructuran principalmente en torno a torneos. El ganador de cada torneo es declarado el contendiente número uno en cada categoría de peso, se le otorga un cheque por valor de $100,000 y una oportunidad contra el campeón de Bellator reinante. La palabra «Bellator» significa «Guerrero» en latín.
El 20 de noviembre de 2023, después de que Showtime, que entonces transmitía en casa, anunciara la discontinuación de su división deportiva, Bellator MMA fue adquirida por la Professional Fighters League (PFL). En enero de 2025, se haría oficial que la empresa cerraría de forma definitiva.

## Reglas
Las normas actuales de Bellator MMA fueron establecidas originalmente por la Junta de Control Atlético de Nueva Jersey. Las Normas Uniformes de Artes Marciales Mixtas que Nueva Jersey ha establecido se han adoptado en otros estados que regulan las artes marciales mixtas, incluyendo Nevada, Luisiana y California, y son las mismas que utiliza en otras promociones de artes marciales mixtas en Norteamérica.

### Rondas
Los combates de Bellator varían en longitud en función de si un combates es una pelea de campeonato o una pelea fuera de campeonato. Las peleas de campeonato están programadas para cinco rondas mientras las peleas fuera de campeonato están programadas para tres rondas. Todas las rondas son de cinco minutos de duración, con un período de descanso de un minuto entre ronda.

### Divisiones de peso
La organización actualmente utiliza siete categorías de peso:
| Categoría de peso | Límite superior | Límite superior    | Límite superior |
| Categoría de peso | en libras (lb)  | en kilogramos (kg) | en masa (st)    |
| ----------------- | --------------- | ------------------ | --------------- |
| Peso gallo        | 135             | 61.2               | 9 st 9 lb       |
| Peso pluma        | 145             | 65.8               | 10 st 5 lb      |
| Peso ligero       | 155             | 70.3               | 11 st 1 lb      |
| Peso wélter       | 170             | 77.1               | 12 st 2 lb      |
| Peso medio        | 185             | 83.9               | 13 st 3 lb      |
| Peso semipesado   | 205             | 93.0               | 14 st 9 lb      |
| Peso pesado       | 265             | 120.2              | 18 st 13 lb     |

### Resultados de un combate
Los combates pueden terminar a través de:
- Sumisión: un peleador palmea la alfombra o a su oponente, expresa verbalmente, o claramente comunica estar sufriendo de dolor (por ejemplo al gritar) a un nivel que hace que el árbitro detenga la pelea. Además, una sumisión técnica puede ser llamada cuando un peleador pierde el conocimiento o bien está a punto de sufrir lesiones graves.

- KO: un peleador entra en un estado de inconsciencia.

- KO Técnico (TKO): Si el árbitro decide que un peleador no puede continuar, la pelea se declara como un nocaut técnico (TKO).

- Decisión de los jueces: En función de puntuación, un combate puede terminar como:

1. decisión unánime (los tres jueces votan al mismo peleador)
2. decisión mayoritaria (dos jueces votan una victoria para un peleador, el tercero vota empate)
3. decisión dividida (dos jueces votan una victoria para un peleador, el tercero opta por el otro peleador)
4. decisión técnica (un peleador se vuelve incapaz de continuar como resultado de una acción involuntaria o un movimiento, lo que resulta en una decisión basada en las rondas terminadas y sin terminar si el número de rondas que se juzga es suficiente.)
5. empate unánime (los tres jueces votan un empate)
6. empate mayoritario (dos jueces votan por un empate, el tercer juez vota por una victoria)
7. empate dividido (un juez vota victoria para un peleador, el segundo vota por una victoria para el otro peleador, y el tercero vota un empate)
8. empate técnico (el combate finaliza de una manera similar a la de una (decisión técnica), con el resultado de los jueces resulta en un empate)

- Descalificación: un peleador intencionalmente ejecuta un movimiento ilegal que es considerado por el árbitro o adversario dañino o lo suficientemente importante como para alterar negativamente el rendimiento del oponente en la pelea, lo que resulta en la victoria del oponente.

- Sin resultado: un peleador se vuelve incapaz de continuar o competir de manera efectiva como consecuencia de un elemento intencionalmente ilegal. Además, el combate puede ser descartado sin ganador si el resultado original de la pelea se cambia debido a las circunstancias insatisfactorias o ilegales, como una interrupción prematura o dar positivo por sustancias prohibidas de un peleador.

### Faltas
La Comisión Atlética del estado de Nevada califica los elementos de la siguiente lista como falta:
1. Morder
2. Presionar directamente los ojos de cualquier forma
3. Introducir los dedos en cualquier orificio del cuerpo del oponente, así como en cortes o heridas
4. Patear o pisar la cabeza o cuello del oponente cuando está en el suelo
5. Manipular articulaciones pequeñas
6. Agarrar el pelo
7. Cabezazos
8. Atacar a la nuca o la columna vertebral
9. Golpear con la punta del codo en sentido descendente
10. Golpear la garganta o agarrar la tráquea
11. Arañar, pellizcar o torcer la piel
12. Agarrar la clavícula
13. Intentar romper el hueso de un oponente intencionadamente
14. Patear la cabeza de un oponente cuando está en el suelo
15. Dar rodillazos en la cabeza de un oponente cuando está en el suelo
16. Pisar a un oponente en el suelo
17. Patear con el talón los riñones
18. Clavar a un oponente en la lona con la cabeza o el cuello (ver Piledriver)
19. Lanzar al oponente fuera de la jaula
20. Agarrar las guantillas, la ropa del oponente
21. Escupir al oponente
22. Cualquier conducta antideportiva que cause daño a un oponente
23. Agarrar las rejas
24. Usar un lenguaje ofensivo
25. Atacar al oponente en el descanso
26. Atacar al oponente mientras está en custodia del árbitro
27. Atacar al oponente después de acabar la ronda
28. Ignorar las instrucciones del árbitro
29. Intimidación, evadir contacto con el oponente, caerse intencionalmente o fingir estar lesionado
30. Interferir con la esquina

Cuando se comete una falta de manera involuntaria y sin incidentes el árbitro amonesta verbalmente al peleador y le quita uno o más puntos como penalización. Si la falta se comete intencionalmente el combate se suspende, un médico revisa al peleador afectado, y si ve que puede continuar el combate a su adversario solo se le penaliza quitándole puntos y advirtiéndole de que a la tercera falta será descalificado.
Si debido a una lesión cometida por una falta el peleador no puede continuar el combate, su adversario pierde por descalificación.

### Reglas de los torneos
Durante los combates del torneo Bellator, las reglas son un poco diferentes a los de una pelea fuera del torneo. Los golpes con el codo son ilegales en los combates de cuartos de final y semifinales del torneo debido a la alta probabilidad de que se produzca un corte. En la final del torneo el golpe con el codo está permitido. Aunque el combate final es un campeonato del torneo, sigue siendo de tres rondas de cinco minutos, ya que no es una pelea por el título.

## Campeones actuales
| División            | Peso            | Campeón           | Desde el                               | Defensas del título |
| ------------------- | --------------- | ----------------- | -------------------------------------- | ------------------- |
| Peso pesado         | 120 kg (264 lb) | Ryan Bader        | 26 de enero de 2019 (Bellator 214)     | 0                   |
| Peso semipesado     | 93 kg (205 lb)  | Vadim Nemkov      | 22 de agosto de 2020 (Bellator 244)    | 1                   |
| Peso medio          | 84 kg (185 lb)  | Gegard Mousasi    | 29 de octubre de 2020 (Bellator 250)   | 0                   |
| Peso wélter         | 77 kg (169 lb)  | Yaroslav Amosov   | 11 de junio de 2021 (Bellator 260)     | 0                   |
| Peso ligero         | 70 kg (154 lb)  | Patricio Freire   | 11 de mayo de 2019 (Bellator 221)      | 0                   |
| Peso pluma          | 66 kg (145 lb)  | Patricio Freire   | 21 de abril de 2017 (Bellator 178)     | 5                   |
| Peso pluma femenino | 66 kg (145 lb)  | Cris Cyborg       | 25 de enero de 2020 (Bellator 238)     | 2                   |
| Peso gallo          | 61 kg (134 lb)  | Sergio Pettis     | 7 de mayo de 2021 (Bellator 258)       | 0                   |
| Peso mosca femenino | 56 kg (123 lb)  | Juliana Velasquez | 10 de diciembre de 2020 (Bellator 254) | 0                   |